# Peth Umri
Peth Umri è una città dell'India di 11.151 abitanti, situata nel distretto di Nanded, nello stato federato del Maharashtra. In base al numero di abitanti la città rientra nella classe IV (da 10.000 a 19.999 persone).

## Geografia fisica
La città è situata a 19° 03' 51 N e 77° 39' 07 E.

## Società

### Evoluzione demografica
Al censimento del 2001 la popolazione di Peth Umri assommava a 11.151 persone, delle quali 5.770 maschi e 5.381 femmine. I bambini di età inferiore o uguale ai sei anni assommavano a 1.702, dei quali 894 maschi e 808 femmine. Infine, coloro che erano in grado di saper almeno leggere e scrivere erano 7.308, dei quali 4.365 maschi e 2.943 femmine.